# Rue des Ternes
La rue des Ternes est une voie du 17e arrondissement de Paris, en France.

## Situation et accès
La rue des Ternes est une voie publique située dans le 17e arrondissement de Paris. Elle débute au 200, boulevard Pereire et se termine au 27, rue Guersant.

## Origine du nom
Elle doit son nom au voisinage de l'avenue des Ternes qui tient elle-même sa dénomination du fait qu'elle était la rue principale qui traversait l'ancien hameau des Ternes.

## Historique
Cette voie est ouverte sous sa dénomination actuelle en 1889 et est classée dans la voirie parisienne par un arrêté du 12 février 1935.